# Peter Strodl

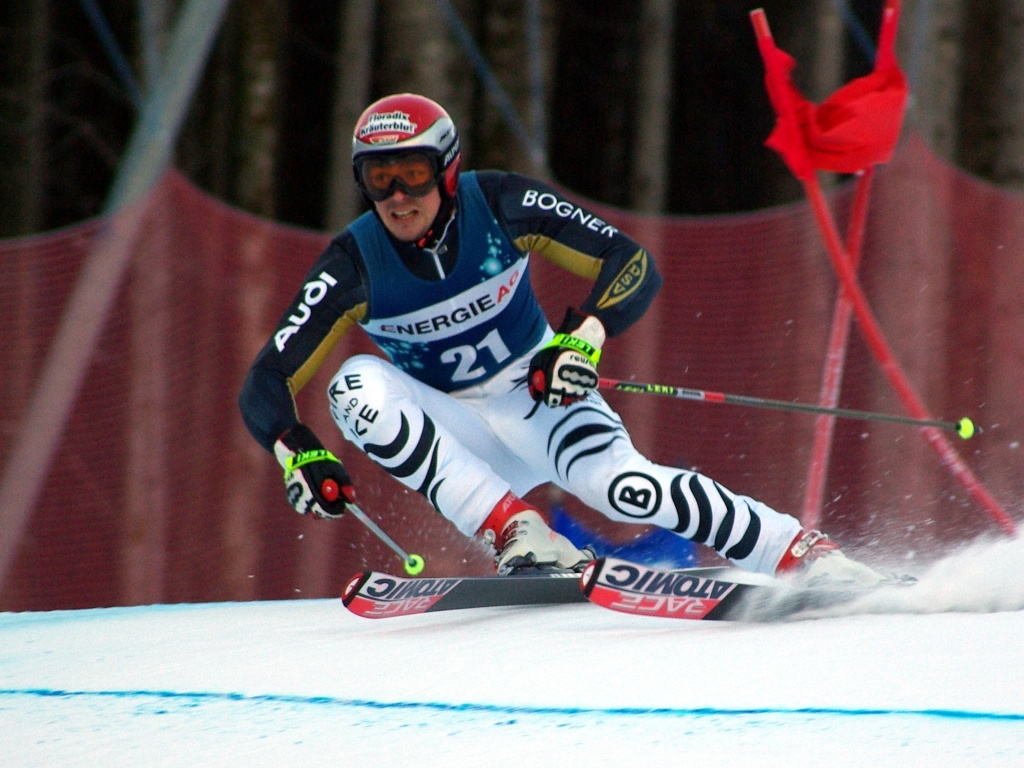
Peter Strodl im Riesenslalom

Peter Strodl (* 20. September 1982 in Garmisch-Partenkirchen) ist ein ehemaliger deutscher Skirennläufer.
Strodl startete für den SC Partenkirchen. Im Europacup erreichte er drei zweite Plätze. 2005/06 wurde er Zweiter in der Abfahrtswertung, 2007/08 Dritter in der Super-G-Wertung. Er gehörte dem B-Kader des DSV an und ist wie viele Wintersportler Sportsoldat der Bundeswehr. Sein jüngerer Bruder Andreas war ebenfalls Abfahrer im Kader des DSV.
Peter Strodl wurde immer wieder von Verletzungen zurückgeworfen und verpasste auch die Weltcup-Saison 2006/07 verletzungsbedingt. 2010 erklärte er den Rücktritt vom Leistungssport.

## Erfolge
- Dreimal Zweiter bei Europacup-Rennen (1 × Abfahrt, 2 × Super-G)
- Deutscher Meister in der Abfahrt 2005 und im Super-G 2009
- Deutscher Abfahrtsjuniorenmeister 2001
- Alpine Ski-Juniorenweltmeisterschaften 2002: 4. Platz in der Kombination, 7. Platz in der Abfahrt
- Bestes Weltcupergebnis: Platz 21 im Super-G von Beaver Creek 2008